# Agostinha Nogueira
Agostinha Rodrigues Nogueira (* 28. August 1995) ist eine osttimoresische Fußballtorhüterin.

## Karriere
Nogueira stand bei der Südostasienmeisterschaft 2016 im Kader der osttimoresischen Nationalmannschaft. Beim ersten Länderspiel in der Geschichte des Landes am 27. Juli 2016 kam die Torhüterin nicht zum Zuge, wurde aber zwei Tage später gegen die australische U-20-Nationalmannschaft in der 48. Minute beim Stand von 0:12 für Nedia da Costa eingewechselt und kassierte bis Spielende acht weitere Gegentore. Das Spiel gegen Australien U-20 wird allerdings nicht als offizielles Länderspiel geführt, sodass Nogueira erst am 31. Juli 2016 gegen Malaysia (0:13) mit der Einwechslung für Costa bereits in der 16. Minute zu ihrem ersten offiziellen Länderspieleinsatz kam und dabei insgesamt elfmal hinter sich greifen musste. Bei der Südostasienmeisterschaft 2018 bestritt die Osttimoresin zwei Spiele sowie eine weitere Partie gegen Australien U-20, bei der Südostasienmeisterschaft 2019 kam die Torhüterin auf drei Einsätze für das Nationalteam. Beim 2:1-Sieg über Singapur am 15. August 2019, dem ersten Sieg in der osttimoresischen Länderspielgeschichte, musste Nogueira erst in der Nachspielzeit den Gegentreffer per Strafstoß hinnehmen. Insgesamt bestritt sie zwischen 2016 und 2019 sechs (plus zwei) Länderspiele.
Im Jahr 2019 plante Nogueira ein Studium im Fachbereich Exakte Wissenschaft an der Universidade Nasionál Timór Lorosa'e.